# Meretriz da Babilônia

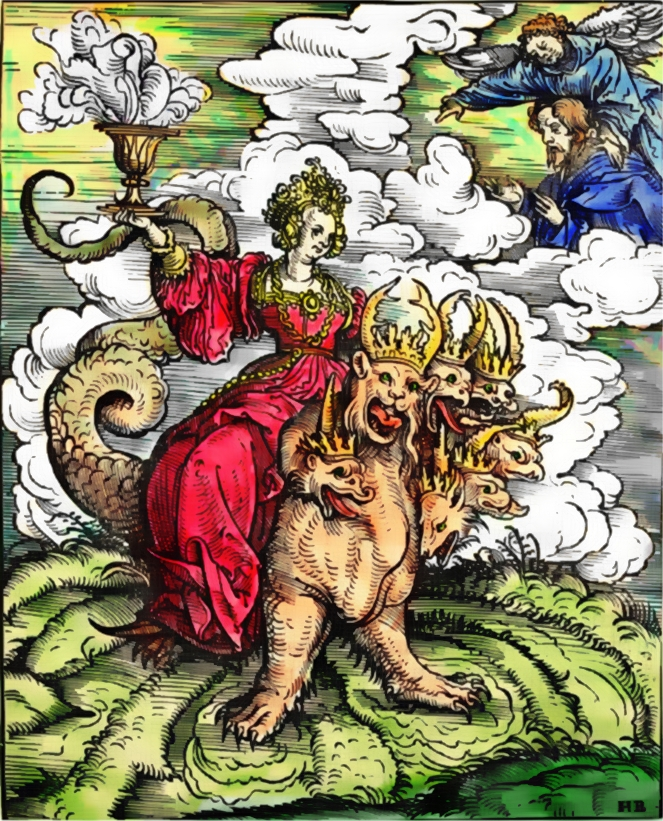
Ilustração por Hans Burgkmair de 1523 d.C.

Meretriz da Babilônia, Prostituta da Babilônia, Grande Meretriz ou Grande Prostituta é uma personagem bíblica feminina que, segundo a Bíblia, representa a religião falsa. Ela é mencionada nos capítulos 17 e 18 do Livro de Apocalipse.
Ela é relatada como montada na Besta, e que será julgada. A mulher estava vestida de púrpura e vermelho, e adornada de ouro, pedras preciosas e pérolas. Segurava um cálice de ouro, cheio de coisas repugnantes e de impureza de suas prostituição. No verso 17:5 estampa em sua testa:
Em sua testa havia esta inscrição: Mistério: Babilônia, A Grande: A mãe das prostitutas e das práticas repugnantes da Terra.— Apocalipse 17:5.